# Conel Hugh O’Donel Alexander
Conel Hugh O’Donel Alexander, Hugh Alexander (ur. 19 kwietnia 1909 w Corku, zm. 15 lutego 1974 w Cheltenham) – brytyjski szachista, dziennikarz szachowy oraz kryptolog, mistrz międzynarodowy od 1950 roku. Z wykształcenia był matematykiem.

## Życiorys
Pierwszy znaczący szachowy sukces odniósł w 1926 r., zdobywając tytuł mistrza Wielkiej Brytanii w kategorii juniorów. Dwukrotnie (1938, 1956) zdobył złote medale mistrzostw Wielkiej Brytanii, a w 1932 r. zdobył tytuł wicemistrzowski. Pomiędzy 1933 a 1958 r. sześciokrotnie (w tym trzy razy na I szachownicy) uczestniczył w szachowych olimpiadach, zdobywając 42 pkt w 80 partiach. Dwukrotnie (Hilversum 1947, Dublin 1957) startował w turniejach strefowych (eliminacjach mistrzostw świata), w obu przypadkach zajmując V miejsca. Wielokrotnie startował w turniejach międzynarodowych, największe sukcesy odnosząc w Hastings (1937/38 – dz. II m. za Samuelem Reshevskim, wspólnie z Paulem Keresem, 1946/47 – I m., 1953/54 – dz. I m. wspólnie z Dawidem Bronsteinem). W 1932 r. podzielił II m. (za Mirem Sultanem Khanem, wspólnie z Johannesem van den Boschem) w Cambridge. W 1946 r. uczestniczył w meczu radiowym Anglii ze Związkiem Radzieckim, remisując 1-1 z późniejszym mistrzem świata, Michaiłem Botwinnikiem. Sukcesy osiągał również w grze korespondencyjnej, w 1970 r. otrzymując tytuł mistrza międzynarodowego w tej odmianie szachów.
Był autorem kilku książek o tematyce szachowej, m.in. Chess (1937), Alekhine's Best Games of Chess: 1938-1945 (1949), Fischer v. Spassky – Reykjavik 1972 (1972) oraz Alexander on Chess (1974). Według retrospektywnego systemu rankingowego Chessmetrics, najwyższą punktację osiągnął w grudniu 1932 r. (zajmował wówczas 24. miejsce na świecie).
Conel Hugh O’Donel Alexander znany był również ze swoich osiągnięć kryptologicznych. W lutym 1940 r. został wcielony do Bletchley Park (siedziby brytyjskich kryptologów), gdzie pracował w sekcjach Hut 6 i Hut 8, zajmujących się m.in. rozszyfrowaniem Enigmy. Pod koniec wojny pracował również nad rozkodowywaniem japońskiego szyfru JN-25. Po zakończeniu wojny aż do emerytury (1971) pracował w brytyjskiej agencji wywiadowczej GCHQ. W latach 60. i 70. prowadził szachową kolumnę w dzienniku The Sunday Times.
Za swoje zasługi został odznaczony Orderami Imperium Brytyjskiego (1946 – OBE, 1955 – CBE) oraz Orderem św. Michała i św. Jerzego (1970).
W filmie Gra tajemnic w rolę Hugh Alexandra wcielił się Matthew Goode.